# Olympische Winterspiele 1960/Eisschnelllauf
Bei den VIII. Olympischen Winterspielen 1960 in Squaw Valley fanden acht Wettbewerbe im Eisschnelllauf statt. Austragungsort war die Olympic Skating Rink. Erstmals standen Wettkämpfe für Frauen auf dem Programm. Die erste künstliche Eisschnelllaufbahn bot ideale Wettkampfbedingungen.

## Bilanz

### Medaillenspiegel
| Platz | Land               | Gold | Silber | Bronze | Gesamt |
| ----- | ------------------ | ---- | ------ | ------ | ------ |
| 1     | Sowjetunion        | 6    | 3      | 3      | 12     |
| 2     | Norwegen           | 2    | 1      | –      | 3      |
| 3     | Deutschland        | 1    | 1      | –      | 2      |
| 4     | Polen              | –    | 1      | 1      | 2      |
| 4     | Vereinigte Staaten | –    | 1      | 1      | 2      |
| 6     | Finnland           | –    | –      | 1      | 1      |
| 6     | Niederlande        | –    | –      | 1      | 1      |
| 6     | Schweden           | –    | –      | 1      | 1      |

### Medaillengewinner
| Konkurrenz | Gold                       | Silber              | Bronze         |
| ---------- | -------------------------- | ------------------- | -------------- |
| 500 m      | Jewgeni Grischin           | Bill Disney         | Rafael Gratsch |
| 1500 m     | Roald Aas Jewgeni Grischin | –                   | Boris Stenin   |
| 5000 m     | Wiktor Kossitschkin        | Knut Johannesen     | Jan Pesman     |
| 10.000 m   | Knut Johannesen            | Wiktor Kossitschkin | Kjell Bäckman  |

| Konkurrenz | Gold              | Silber              | Bronze           |
| ---------- | ----------------- | ------------------- | ---------------- |
| 500 m      | Helga Haase       | Natalja Dontschenko | Jeanne Ashworth  |
| 1000 m     | Klara Gussewa     | Helga Haase         | Tamara Rylowa    |
| 1500 m     | Lidija Skoblikowa | Elwira Seroczyńska  | Helena Pilejczyk |
| 3000 m     | Lidija Skoblikowa | Walentina Stenina   | Eevi Huttunen    |

## Berichterstattung

### Vorschau
Der Sport Zürich gab in seiner Ausgabe vom 19. Februar 1960 eine Vorschau auf die Eisschnelllauf-Bewerbe: Wenngleich ihre Läufer nicht mehr so frappant überlegen seien wie von 1954 bis 1956, so hätte die Sowjetunion immer noch durchschnittlich zwei bis drei Männer, die gleich schnell seien wie alle Skandinavier und Läufer der anderen Länder zusammen. Der Sprinterkönig sei weiterhin Grischin, der am 4. Januar in Alma-Ata seinen Weltrekord über 500 Meter (40,2 s) egalisiert habe. Die Amerikaner würden auf Bill Disney hoffen, der in einem Selektionsrennen auf der Olympiapiste 40,1 s gelaufen sei und damit Anspruch auf einen neuen Weltrekord erhebe. Die Norweger würden auf Alv Gjestvang tippen. Für vordere Plätze müssten auch die beiden Sowjetsportler Rafael Gratsch und Boris Stenin sowie der australische Außenseiter Colin Hickey im Auge behalten werden.
Auch über 1500 Meter sei Grischin der hohe Favorit, obwohl er nicht mehr Weltrekordhalter und von Stenin in Davos geschlagen worden sei. Außerdem habe im Vorjahr im vorolympischen Rennen in Squaw Valley der Finne Juhani Järvinen die unwahrscheinliche Zeit von 2:06,3 min erzielt. Trotzdem sei Järvinen nicht der Favorit, da er dieses Jahr nicht auf Touren gekommen war, und er habe bei den Europa- und Weltmeisterschaften versagt. Da auch der Olympiadritte Toivo Salonen seine Form noch nicht gefunden habe, könnten die Finnen kaum auf eine Medaille hoffen. Wenngleich bei den Sowjets diesmal Juri Michailow fehle, hätten sie mit Stenin und Gennadi Woronin zwei weitere gute Eisen im Feuer. Zu rechnen sei auch mit Aas.
Über die längeren Strecken sei ein offener Kampf zu erwarten, denn das Medaillentrio über 5000 Meter von 1956 könne derzeit nicht mehr unter die absolute Weltspitze eingestuft werden. Das große Fragezeichen bilde Knut Johannesen, angesichts seiner Formkrise von Davos. Beobachter würden Waleri Kotow, einen neuen Mann, als den sicheren Sieger betrachten. Von einem guten Los könne in Squaw Valley viel abhängen, wenigstens auf den langen Distanzen mit Wettkampfbeginn morgens um acht Uhr, denn schon um elf Uhr sei die Sonnenbestrahlung derart intensiv, dass die Kältemaschinen der Eiserweichung nicht mehr Einhalt gebieten könnten. Deshalb seien Überraschungen nicht ausgeschlossen, sei es vom Norweger Torstein Seiersten, dem Schweden Ivar Nilsson, vom Holländer Pesmann oder von Kouprianoff, über deren Leistungsfähigkeit niemand eine Ahnung habe.
Über die 10.000 Meter wurde ein Nachfolger von Sigvard Ericsson gesucht. Von Nikolai Schtelbaums hätten Meldungen die Runde gemacht, dass er den Weltrekord schon zweimal inoffiziell unterboten habe. Wiktor Kossitschkin und Kotow seien weitere Medaillenanwärter, Holland zählte auf Pesman, der in Davos alleine die 17-Minute-Grenze unterboten hatte, vom gesamtdeutschen Team sei es Helmut Kühnert, der ohne die Strapazen eines Kombinationswettkampfes zu hervorragenden Leistungen fähig sei.
Hinsichtlich der neu am Programm stehenden Frauenbewerbe ging man davon aus, dass vier weitere Goldmedaillen für die Sowjetunion drinlägen, wobei sich Walentina Stenina, Klara Gussewa, Tamara Rylowa, Lidija Skoblikowa und Natalja Dontschenko die Verteilung der Medaillen unter sich vornehmen würden.

### Abschlusskommentar
Der Sport Zürich war am 29. Februar 1960 bezüglich der Herren der Auffassung, dass diese wie die Welt- und Europameisterschaften der letzten zwei Jahre erkennen ließen, dass die Sowjet-Vorherrschaft abgebröckelt ist. Noch verfüge die UdSSR über das stärkste Team, das Siegen werde ihm schwerer gemacht, die 4:1-Goldmedaillen-Verteilung von 1956 hat sich auf 3:2 verändert. Es sei mit Wiktor Kossitschkin nur ein neuer Klassemann herausgebracht worden, die anderen wären der Aufgabe nicht gewachsen gewesen. Von der besten Seite habe sich Norwegen gezeigt, die Schweden seien als Mannschaft wesentlich besser geworden, wenngleich sie noch keinen (neuen) Sigvard Ericsson hätten. Holland habe mit Pesman einen guten Nachwuchsmann, die USA würden über gute Sprinter verfügen. Die Finnen hätten enttäuscht, vor allem sei Ex-Weltmeister Järvinen diese Saison einfach nicht in Fahrt gekommen. Die große Neuentdeckung der Saison sei der Franzose Kouprianoff; seine Stärke sei die Vielseitigkeit, weshalb ihm weniger Olympiamedaillen als solche im Vierdistanzen-Total bei Europa- und Weltmeisterschaften winken würden, was auch auf Helmut Kuhnert zutreffe.
Die neu eingeführten Damenbewerbe hätten erwartungsgemäß vor allem der Sowjetunion geholfen, doch hätten die Medaillengewinne durch andere Läuferinnen von Fortschritten des Eisschnelllaufs außerhalb der UdSSR gezeugt. Mit der Einführung der Frauenkonkurrenzen sei ein neuer Markstein gesetzt, alle Befürchtungen seien zunichtegemacht worden. Vor allem hätten die sowjetischen Läuferinnen keinesfalls einen Sonderbewerb für sich allein absolviert, sie hätten nicht ausschließlich die Hauptrollen gespielt. Neue Nationen und Namen hätten sich ins Blickfeld geschoben. Dass täglich zwischen 4.000 und 10.000 Zuschauer das Oval umstanden haben, hätte gezeigt, dass das Interesse weit größer als erwartet war. Vielleicht würde sich eine neue Entwicklung im amerikanischen Eisschnelllaufen anbahnen, man werde auch mit den Japanerinnen und jungen mitteldeutschen Läuferinnen rechnen müssen.

## Männer

### 500 m
| Platz | Land | Sportler           | Zeit (s) |
| ----- | ---- | ------------------ | -------- |
| 1     | URS  | Jewgeni Grischin   | 40,2     |
| 2     | USA  | Bill Disney        | 40,3     |
| 3     | URS  | Rafael Gratsch     | 40,4     |
| 4     | SWE  | Hans Wilhelmsson   | 40,5     |
| 5     | URS  | Gennadi Woronin    | 40,7     |
| 6     | NOR  | Alv Gjestvang      | 40,8     |
| 7     | USA  | Terry McDermott    | 40,9     |
| 7     | FIN  | Toivo Salonen      | 40,9     |
| 9     | JPN  | Fumio Nagakubo     | 41,1     |
| 10    | NED  | Henk van der Grift | 41,2     |
| 10    | URS  | Juri Malyschew     | 41,2     |
| 10    | USA  | Eddie Rudolph      | 41,2     |
|       |      |                    |          |
| 20    | EUA  | Helmut Kuhnert     | 42,3     |
| 20    | EUA  | Herbert Söllner    | 42,3     |
| 20    | EUA  | Günter Tilch       | 42,3     |
| 24    | EUA  | Manfred Schüler    | 42,5     |
| 29    | AUT  | Franz Offenberger  | 43,0     |
| 40    | AUT  | Hermann Strutz     | 44,4     |

Datum: 24. Februar 1960, 09:00 bis 11:00 Uhr

46 Teilnehamer aus 15 Ländern, davon 44 in der Wertung.
Am sonnenbeschienenen, beste Eisverhältnisse aufweisenden 400-m-Oval hätte es beinahe einen neuen Weltrekord gegeben, doch setzte Grischin in der letzten Kurve schlecht auf, rutschte mit einem Fuß etwas ab, was ihn zwei Zehntelsekunden gekostet haben dürfte. Es wurden fünf neue nationale Rekorde aufgestellt. Die Entscheidung fiel im 15. Paar, gleich danach gab es beim Lauf von Gratsch nochmals Spannung, die weiteren konnten die 41-Sekunden-Marke nicht unterbieten. Grischin hatte einen Vorteil, dass er auf der Außenbahn beginnen konnte. Er und Disney waren die ersten 100 Meter in 10,0 s gestoppt worden, danach begann der US-Läufer aber stark mit den Armen zu rudern, während Grischins Stil, bis auf den Ausrutscher, immer sauber blieb. Auf Grischins Bitte hin wurde noch vor Ende der Spiele ein weiterer 500-m-Lauf organisiert, bei dem er mit 39,6 Sekunden eine Fabelzeit erzielte, die jedoch nicht als Weltrekord anerkannt wurde. Laut UPI-Meldung war er in einem Trainingslauf am Morgen des 16. Februar eine Zeit von 40,0 s gelaufen, die jedoch nicht als Weltrekord anerkannt wurde.
Es wurde auch von Unmut bei den US-Läufern berichtet, die sich im Vergleich zu den Vorbereitungen bei den Sowjetläufern weit hintenaus sahen und sich nicht optimal betreut fanden. Wörtlich hieß es, „sie hätten von den Sowjetdelegierten mehr an Trainingsratschlägen als von den eigenen Leuten erhalten“ und „die Trainer hätten ihnen zwar gesagt, wann sie nicht trainieren dürfen, aber für günstige Trainingsstunden nicht gesorgt“. Letztlich „wären den Läuferinnen Schlafunterkünfte neben einer lärmigen Bar zugewiesen worden, während sich die Funktionäre die ruhigsten Räume ausgesucht hätten.“

### 1500 m
| Platz | Land | Sportler          | Zeit (min) |
| ----- | ---- | ----------------- | ---------- |
| 1     | NOR  | Roald Aas         | 2:10,4     |
| 1     | URS  | Jewgeni Grischin  | 2:10,4     |
| 3     | URS  | Boris Stenin      | 2:11,5     |
| 4     | FIN  | Jouko Jokinen     | 2:12,0     |
| 5     | SWE  | Per-Olof Brogren  | 2:13,1     |
| 5     | FIN  | Juhani Järvinen   | 2:13,1     |
| 7     | FIN  | Toivo Salonen     | 2:13,1     |
| 8     | FRA  | André Kouprianoff | 2:13,3     |
| 9     | EUA  | Helmut Kuhnert    | 2:13,6     |
| 10    | FRA  | Raymond Gilloz    | 2:14,2     |
|       |      |                   |            |
| 18    | EUA  | Manfred Schüler   | 2:13,6     |
| 24    | AUT  | Hermann Strutz    | 2:19,4     |
| 31    | EUA  | Harald Norden     | 2:22,1     |
| 38    | EUA  | Günter Tilch      | 2:24,8     |

Datum: 26. Februar 1960, 09:00 bis 11:00 Uhr

48 Teilnehmer aus 16 Ländern, davon 45 in der Wertung.
Wie 1956 gab es erneut einen ex-aequo-Sieg. Der Weltrekord stand nicht in Gefahr, denn es blies ein hindernder Querwind von rund 40 km/h, sodass die Vorteile des sehr guten Eises nicht zur Geltung kamen. Manfred Schüler im zweiten Paar war der erste Läufer unter 2:20, seine 2:18,3 wurden von Olle Dahlberg im vierten Paar egalisiert und von Juoko Jokinen im nächsten Paar unterboten. Der aktuelle Vierkampf-Weltmeister von Davos, Stenin, war mit 2:11,5 in eine neue Kategorie vorgedrungen, es folgte aber das Paar Järvinen/Aas; bis zur 700-m-Marke waren sie noch auf selber Höhe, doch plötzlich löste sich der Norweger und sprintete trotz Gegenwinds davon und erreichte neuen Landesrekord. Grischin, mit dem Australier Hickey in einem Paar, sprintete schon vom Start weg, war nach 300 Metern um eine Sekunde schneller als Aas, schien nach 1000 Metern einen neuen Weltrekord entgegenzusteuern, doch in der Schlussrunde traf ihn der Gegenwind voll und er wurde sichtlich langsamer. Einen neuen nationalen Rekord lief auch Kouprianoff.

### 5000 m
| Platz | Land | Sportler            | Zeit (min) |
| ----- | ---- | ------------------- | ---------- |
| 1     | URS  | Wiktor Kossitschkin | 7:51,3     |
| 2     | NOR  | Knut Johannesen     | 8:00,8     |
| 3     | NED  | Jan Pesman          | 8:05,1     |
| 4     | NOR  | Torstein Seiersten  | 8:05,3     |
| 5     | URS  | Waleri Kotow        | 8:05,4     |
| 6     | URS  | Oleg Gontscharenko  | 8:05,6     |
| 7     | SWE  | Ivar Nilsson        | 8:09,1     |
| 7     | FIN  | Keijo Tapiovaara    | 8:09,1     |
| 9     | FRA  | André Kouprianoff   | 8:10,4     |
| 10    | FRA  | Raymond Gilloz      | 8:11,5     |
|       |      |                     |            |
| 18    | AUT  | Hermann Strutz      | 8:21,9     |
| 22    | EUA  | Helmut Kuhnert      | 8:25,1     |
| 29    | AUT  | Franz Offenberger   | 8:38,2     |
| 32    | EUA  | Sepp Biebl          | 8:48,0     |
| 36    | EUA  | Heinz Wolfram       | 9:18,2     |

Datum: 25. Februar 1960, 09:00 bis 13:00 Uhr

37 Teilnehmer aus 15 Ländern, alle in der Wertung.
Es herrschte böiger Seitenwind, sodass Spitzenzeiten ausblieben, der Weltrekord wurde dadurch weit verfehlt. Auch die Eisverhältnissen waren diesmal nicht optimal. Das Rennen entwickelte sich zu einem Duell zwischen den sowjetischen und norwegischen Läufern, wobei sich Jan Pesman überraschend zwischen die Favoriten schob. Bessere Platzierungen waren von Kotow und Gontscharenko erwartet worden. Ersterer hatte nach seinem 5000-Meter-Sieg bei den Weltmeisterschaften in Davos als großer Favorit gegolten. Der an diesem Tag 22 Jahre alt gewordene Kossitschkin gab an, dass ihn der Wind nicht gestört habe. Hingegen waren die meistern anderen Läufer der Ansicht, dass er ihnen mehrere Sekunden gekostet habe. Im ersten Paar waren Järvinen und der Kanadier Mason zu sehen, schon im dritten Paar Gontscharenko, dessen Zeit bereits vom Nächsten, Seiersten, unterboten wurde. Mit Johannesen gab es eine norwegische Doppelführung. Im elften Paar waren Kossitschkin und Pesmann an der Reihe, die einen Fehlstart produzierten. Dann aber zeichnete sich bald die Überlegenheit des Sowjetläufers ab, der nach 1000 Metern bereits eine, nach 2000 Metern fünf und letztlich fast zehn Sekunden vor Johannesen lag; außerdem hatte er Pesman um 125 Meter abgehängt. Kotow im 15. Paar schien Johannesen ernsthaft gefährden zu können, wurde aber Opfer seines Anfangstempos; er erlitt im mittleren Abschnitt eine Schwächeperiode. Kouprianoff, der sensationelle Vizeweltmeister vor 18 Tagen in Davos, bestätigte seine gute Form und lief neuen französischen Rekord.

### 10.000 m
| Platz | Land | Sportler            | Zeit (min)   |
| ----- | ---- | ------------------- | ------------ |
| 1     | NOR  | Knut Johannesen     | 15:46,6 (WR) |
| 2     | URS  | Wiktor Kossitschkin | 15:49,2      |
| 3     | SWE  | Kjell Bäckman       | 16:14,2      |
| 4     | SWE  | Ivar Nilsson        | 16:26,0      |
| 5     | GBR  | Terry Monaghan      | 16:31,6      |
| 6     | NOR  | Torstein Seiersten  | 16:33,4      |
| 7     | SWE  | Olle Dahlberg       | 16:34,6      |
| 8     | FIN  | Juhani Järvinen     | 16:35,4      |
| 9     | FIN  | Keijo Tapiovaara    | 16:37,2      |
| 10    | USA  | Ross Zucco          | 16:37,6      |
|       |      |                     |              |
| 13    | EUA  | Helmut Kuhnert      | 16:43,4      |
| 19    | AUT  | Hermann Strutz      | 17:06,5      |
| 29    | EUA  | Heinz Wolfram       | 18:37,0      |

Datum: 27. Februar 1960, 08:00 bis 13:00 Uhr

30 Teilnehmer aus 15 Ländern, davon 29 in der Wertung. Disqualifiziert: Nikolajs Štelbaums (URS).
Gleich die ersten fünf im Klassement unterboten den bisherigen Weltrekord von Hjalmar Andersen. Die Bahn in Squaw Valley brachte den Beweis, dass sie die beste der Welt ist. Das spiegelglatte Eis hielt bis zum 12. Paar die richtige seifige Konsistenz, erst dann wurde die Sonne zu stark. Die Unterschreitung der 16-Minuten-Grenze war ein Ereignis, das mit dem ersten Meilenlauf unter vier Minuten von Roger Bannister auf der Leichtathletikbahn zu vergleichen war. Bereits unter 17 Minuten zu bleiben, war 16 Läufern gelungen. Der Weltrekord fiel schon im zweiten Paar durch Bäckman. Štelbaums im dritten Paar vergaß den Wechsel Innen- auf die Außenbahn vergessen haben, was seine Disqualifikation zur Folge hatte. Bereits im 4. Paar fiel die Goldentscheidung: Johannessen begann zwar mit einer 40-Sekunden-Runde, denn danach lief er eine Runde mit 38,5 s, 18 Runden mit 38,0 s, drei mit 37,5 s und einmal 37,0 s., ehe er eingangs der Schlussrunde seinen langen Spurt anzog. Seinen US-Gegner überrundete er nach 7 km überrundet. Johannesen, der von seinem Olympiasieg überzeugt war, verließ nach Absolvieren seiner Auslaufrunden das Stadion, ohne sich der Presse zu stellen und kehrte ins olympische Dorf zurück, um sich schlafen zu legen, wartete somit auch nicht die Zeiten seiner Konkurrenten ab. Im sechsten Paar stürzte Järvinen in der letzten Runde; trotzdem konnte er, seinen Widerpart Pesman deutlich distanzieren. Die letzte Medaillenentscheidung fiel schon kurz vor Bewältigung eines Drittels der Gesamtkonkurrenz. Der Russe Kossitschkin griff Johannesens Fabelzeit resolut an, hatte nach 4 km sogar einen Vorsprung von 2 Sekunden, der aber nach 6,5 km auf wenige Zehntelsekunden schrumpfte, und auf den letzten 2 km konnte er nicht so viel wie der Norweger zusetzen.

## Frauen

### 500 m
| Platz | Land | Sportlerin          | Zeit (s)  |
| ----- | ---- | ------------------- | --------- |
| 1     | EUA  | Helga Haase         | 45,9 (OR) |
| 2     | URS  | Natalja Dontschenko | 46,0      |
| 3     | USA  | Jeanne Ashworth     | 46,1      |
| 4     | URS  | Tamara Rylowa       | 46,2      |
| 5     | JPN  | Hatsue Takamizawa   | 46,6      |
| 6     | URS  | Klara Gussewa       | 46,8      |
| 6     | POL  | Elwira Seroczyńska  | 46,8      |
| 8     | JPN  | Fumie Hama          | 47,4      |
| 9     | CAN  | Doreen Ryan         | 47,7      |
| 10    | USA  | Kathy Mulholland    | 47,9      |
|       |      |                     |           |
| 18    | EUA  | Sigrit Behrenz      | 50,2      |
| 20    | EUA  | Natascha Liebknecht | 51,4      |

Datum: 20. Februar 1960, 09:00 bis 10:00 Uhr

23 Teilnehmerinnen aus 10 Ländern, davon 22 klassiert.
Haase erreichte eine hervorragende Zeit und verfehlte den Weltrekord nur um 0,3 Sekunden. Die Einführung von Eisschnelllaufen für Frauen war von der Sowjetunion initiiert worden und die Geschlossenheit des Ostblock führte den Antrag zum Erfolg. Im ersten Wettbewerb ging die Rechnung der Sowjetunion nicht auf, denn nebst Haase gab es auf dem Bronzerang eine US-Läuferin. Haase hatte sich in Davos auf das Ereignis vorbereitet, war sogar den Weltmeisterschaften aus dem Wege gegangen, um ihren Trainingsplan nicht stören zu lassen. Ihre teilweise ausgezeichneten Ergebnisse in Davos dürften von der Konkurrenz nicht ganz ernst genommen worden sein. Damit konnte man von einem Meilenstein sprechen, der Mythos der sowjetischen Unbesiegbarkeit wurde zerstört. Als überraschend stark erwiesen sich auch die Japanerinnen.

### 1000 m
| Platz | Land | Sportlerin          | Zeit (min)  |
| ----- | ---- | ------------------- | ----------- |
| 1     | URS  | Klara Gussewa       | 1:34,1 (OR) |
| 2     | EUA  | Helga Haase         | 1:34,3      |
| 3     | URS  | Tamara Rylowa       | 1:34,8      |
| 4     | URS  | Lidija Skoblikowa   | 1:35,3      |
| 5     | JPN  | Hatsue Takamizawa   | 1:35,8      |
| 5     | POL  | Helena Pilejczyk    | 1:35,8      |
| 7     | JPN  | Fumie Hama          | 1:36,1      |
| 8     | USA  | Jeanne Ashworth     | 1:36,5      |
| 9     | FIN  | Eevi Huttunen       | 1:37,2      |
| 10    | FIN  | Iris Sihvonen       | 1:37,3      |
|       |      |                     |             |
| 17    | EUA  | Natascha Liebknecht | 1:43,5      |
| 18    | EUA  | Sigrit Behrenz      | 1:43,8      |

Datum: 22. Februar 1956, 09:00 bis 10:30 Uhr

22 Teilnehmerinnen aus 10 Ländern, davon 20 in der Wertung.
Das Rennen verlief für die Sowjetunion äußerst glücklich, denn die polnische 1500-Meter-Silbermedaillengewinnerin Seroczyńska war mit denselben Zwischenzeiten wie die zu diesem Zeitpunkt führende Gussewa gestoppt worden. Als sie aber in der Zielkurve zu einem Endspurt ansetzte, rutschte sie weg. Sie war zwar sofort wieder hoch, lief dann laut schluchzend langsam dem Ziel zu. Dieses Missgeschick rettete auf alle Fälle mit Bronze für Rylowa eine zweite Medaille für die Sowjetunion. Gussawa war vor dem Lauf nicht gerade optimistisch gewesen, da sie im ersten Paar hatte laufen müssen und damit alle Konkurrentinnen auf ihre Zeit zielen konnten.

### 1500 m
| Platz | Land | Sportlerin          | Zeit (min)  |
| ----- | ---- | ------------------- | ----------- |
| 1     | URS  | Lidija Skoblikowa   | 2:25,2 (WR) |
| 2     | POL  | Elwira Seroczyńska  | 2:25,7      |
| 3     | POL  | Helena Pilejczyk    | 2:27,1      |
| 4     | URS  | Klara Gussewa       | 2:28,7      |
| 5     | URS  | Walentina Stenina   | 2:29,2      |
| 6     | FIN  | Iris Sihvonen       | 2:29,7      |
| 7     | SWE  | Christina Scherling | 2:31,5      |
| 8     | EUA  | Helga Haase         | 2:31,7      |
| 9     | SWE  | Elsa Einarsson      | 2:32,9      |
| 10    | JPN  | Fumie Hama          | 2:33,3      |
|       |      |                     |             |
| 16    | EUA  | Inge Görmer         | 2:36,5      |
| 22    | EUA  | Gisela Toews        | 2:51,1      |

Datum: 21. Februar 1960, 09:00 bis 11:00 Uhr

23 Teilnehmerinnen aus 10 Ländern, alle in der Wertung.
Auch im zweiten Frauenrennen erfüllten sich die sowjetischen Hoffnungen hinsichtlich Medaillensammeln nicht ganz. Zwar stellten sie mit Skoblikowa die Siegerin, die den bisherigen Weltrekord verbesserte (bei Minus 8 Grad und Windstille gab es ideale Verhältnisse), wobei sie ihre persönliche Bestmarke um 5,4 Sekunden steigerte. Die große Überraschung war Seroczyńska auf Rang 2, die den bisherigen Weltrekord nur um 2 Zehntelsekunden verfehlte. Helga Haase schien im Endspurt nicht über genug Kraftreserven zu verfügen.

### 3000 m
| Platz | Land | Sportlerin          | Zeit (min)  |
| ----- | ---- | ------------------- | ----------- |
| 1     | URS  | Lidija Skoblikowa   | 5:14,3 (OR) |
| 2     | URS  | Walentina Stenina   | 5:16,9      |
| 3     | FIN  | Eevi Huttunen       | 5:21,0      |
| 4     | JPN  | Hatsue Takamizawa   | 5:21,4      |
| 5     | SWE  | Christina Scherling | 5:25,5      |
| 6     | POL  | Helena Pilejczyk    | 5:26,2      |
| 7     | POL  | Elwira Seroczyńska  | 5:27,3      |
| 8     | USA  | Jeanne Ashworth     | 5:28,5      |
| 9     | URS  | Tamara Rylowa       | 5:30,0      |
| 10    | JPN  | Yoshiko Takano      | 5:30,9      |
|       |      |                     |             |
| 13    | EUA  | Inge Görmer         | 5:37,5      |
| 17    | EUA  | Gisela Toews        | 5:48,3      |

Datum: 23. Februar 1960, 09:00 bis 11:30 Uhr

20 Teilnehmerinnen aus 10 Ländern, alle in der Wertung.
Für den Abschlussbewerb hatten mehrere Damen verzichtet, darunter auch die zweifache Medaillengewinnerin Haase, die sich auf den kurzen Strecken sehr verausgabt hatte. Die Bahn war wieder in gutem Zustand (Temperaturen unter dem Gefrierpunkt, sonnige Witterung). Nach sieben Läuferinnen führte Vierkampf-Weltmeisterin Stenina mit beachtlichem Vorsprung. Die Entscheidung fiel erst im letzten Lauf, in dem sich Skoblikowa gegen Seroczyńska lange Zeit ein gleichwertiges Duell lieferte, dann aber griff die konditionell stärkere Russin zwei Runden vor Schluss an und zog unangefochten zu ihrem zweiten Olympiasieg.